# 会議は踊る
『会議は踊る』（かいぎはおどる、會議は踊る、独：Der Kongreß tanzt）は、ナポレオン・ボナパルト失脚後のヨーロッパを議した1814年のウィーン会議を時代背景にした、1931年のオペレッタ映画。ドイツのウーファ社の作品。日本では1934年、東和商事が輸入・配給した。
題名は、オーストリアのリーニュ侯爵シャルル・ジョセフの言葉といわれる「会議は踊る、されど進まず」（フランス語: Le congrès danse beaucoup, mais il ne marche pas.）から借りている。その長引く会議の隙を縫った、ロシア皇帝・アレクサンドル1世とウィーンの街娘との夢のような逢瀬を描く。トーキー初期を代表する名作のひとつとして、再上映、テレビ放映から8ミリフィルム、ビデオソフト、レーザーディスク、DVDと各時代を通じたメディアで親しまれ続けている。ヒロインが皇帝に招かれる場面の長大な移動撮影が特に有名である。

## あらすじ
ヨーロッパ各国の首脳がウィーンに集ってくる。手袋屋の娘クリステルは彼らが着くたびに、観覧席から「ウィーンで最高の手袋は羊飼いの娘のマークの当店で！」という広告付きの薔薇の花束を投げる。会議の主催者メッテルニヒ宰相は盗聴し、手紙を盗み読みして様子を探っている。宰相が禁じたにもかかわらず、ロシア皇帝アレクサンドル1世の馬車にも投げ、皇帝に命中し、爆弾騒ぎとなり、捕えられ鞭打ち刑を執行されることに。寸前、事情を知ったアレクサンドルが仕置場に現われ、クリステルの恩赦を求める。2人は気持ちが通じ、その夜は郊外の居酒屋で、店の歌手が歌う「新しい酒の歌」にグラスをあげる。チップに出した金貨に同じ顔が刻印されていたので相手が皇帝と分かり、畏れ多いといいながらも楽隊が「軍隊行進曲」を演奏する中、楽しく帰る。皇帝が出席するはずのオペラ劇場には瓜二つの替玉ウラルスキーが行って「だったん人の踊り（ポロヴェッツ人の踊り）」を観賞しながら、隣席の伯爵夫人に色目を使う。
あくる日、皇帝の使者がクリステルを別荘へ案内する。街の人・野の人が馬車のクリステルを祝い、彼女も手を振りながらお伽話のようだと「唯一度だけ」を長く歌う。今日は首脳らの会議がある。思い通りに議事を運びたいメッテルニヒは、アレクサンドルが出席できないようにと、替玉ウラルスキーがオペラ劇場で見知った伯爵夫人を――替玉だったという実情を知らぬまま――皇帝に再会させたつもりになり、かつ、クリステルにも会わせようとする。が、アレクサンドル皇帝は計略に気づき、彼女らには自分の替玉を差し向ける。替玉と会わされたクリステルは、その肌合いをいぶかり「昨日とは別人みたい」という。その後、伯爵夫人のもとに出向く。会議では皇帝みずから議場に現れたのでメッテルニヒは大慌てする。
その後皇帝は来ず、別荘のクリステルは淋しい。今夜は「踊る会議」の慈善舞踏会があると聞き、行ってみる。踊り回る紳士淑女に混ざり、皇帝の替玉も例の伯爵夫人と踊っている。替玉と知らないクリステルには恋敵だ。別室で会議を開くが、メッテルニヒはアレクサンドル皇帝を敬遠したい。そこでファンファーレを鳴らし、「ロシア皇帝陛下が慈善の募金に有料のキスをなさる」とふれさせる。老若淑女が長く並び、替玉のウラルスキーがうんざりと務めるのを、皇帝は奥まった席から眺めて面白がる。行列の中にクリステルを見つけ、皇帝はただちに慈善キス興業をやめさせ、替玉をひっこめてクリステルの前に現れ、ひと踊りしてから手をとって郊外の居酒屋へと消える。
会議場には舞踏会の華やかな音楽が流れ込み、一人去り二人去りやがて首尾よくメッテルニヒ一人となり、「満場一致で議案は採決」と叫んでから、彼も踊り始める。その場にそぐわぬ伝令が現れ、メッテルニヒに「ナポレオン、エルバ島脱出、フランスに上陸」のメモを見せる。舞踏会はただちに中止、立ちつくすメッテルニヒ一人を残し、客はみな足早に去り、首脳らはそれぞれの祖国へ急ぐ。
居酒屋の歌手は前と同じ「新しい酒の歌」を歌い、ロシア皇帝とクリステルは前と同じ席でそれに和し、グラスをあげている。使いの男爵が来る。アレクサンドルは座を外してナポレオン脱出を聞き、クリステルも耳をそばだてる。席に戻り、クリステルが「また明日」というのに「次に会う日を楽しみに」といって立つ。楽隊が前と同じ「軍隊行進曲」で送る。皇帝はクリステルの手にキスをして馬車で去り、クリステルは悲嘆に沈む。楽隊の曲が「唯一度だけ」に変わっている。別荘に招かれる馬車でクリステルが歌い続けた「この世に生まれてただ一度、二度とかえらぬ（美しい思い出） (Das gibt's nur einmal, Das kommt nicht wieder)」のリフレイン。

## キャスト
| 役名                 | 俳優                       | 日本語吹替                                 | 日本語吹替                                                            |
| 役名                 | 俳優                       | フジテレビ版                               | KTV版                                                                 |
| -------------------- | -------------------------- | ------------------------------------------ | --------------------------------------------------------------------- |
| 手袋屋の娘クリステル | リリアン・ハーヴェイ       | 田原久子                                   | 平淑恵                                                                |
| アレクサンドル一世   | ヴィリー・フリッチ         | 高橋正夫                                   | 小山武宏                                                              |
| 宰相メッテルニヒ     | コンラート・ファイト       | 和久井節緒                                 | 金内喜久夫                                                            |
| 秘書官               | カール・ハインツ・シュロス |                                            | 野島昭生                                                              |
| 伯爵夫人             | リル・ダゴファー           |                                            |                                                                       |
| 歌手                 | パウル・ヘルビガー         |                                            |                                                                       |
| 不明 その他          |                            | 小池明義                                   | 玄田哲章 赤木葉子 山田礼子 城山知馨夫 国坂伸 広瀬正志 沢木郁也 稲葉実 |
|                      |                            |                                            |                                                                       |
| 演出                 | 演出                       |                                            | 早坂仁                                                                |
| 翻訳                 | 翻訳                       |                                            | 清水晶                                                                |
| 効果                 |                            |                                            |                                                                       |
| 調整                 |                            |                                            |                                                                       |
| 制作                 | 制作                       |                                            | ニュージャパンフィルム                                                |
| 解説                 |                            |                                            |                                                                       |
| 初回放送             | 初回放送                   | 1965年3月22日 『テレビ名画座』 15:00-16:45 |                                                                       |

## スタッフ
- 監督：エリック・シャレル[2]
- 製作：エーリヒ・ポマー（ドイツ語版）
- 脚本：ノルベルト・ファルク
- 撮影：カール・ホフマン（ドイツ語版）
- 音楽：ウェルナー・リヒャルト・ハイマン（ドイツ語版）

## 主題歌と音楽
この映画の2つの主題歌『新しい酒の歌』と『唯一度だけ』とを組みあわせたSPレコードが当時日本でも市販され、LPの一部となりそれがCDに変わったが、今も市場にある。原題はDas muß ein Stück vom Himmel seinとDas gibt's nur einmalとで、前者は意訳。直訳は「これは天国のカケラに違いない」である。映画では居酒屋の歌手が歌った『新しい酒の歌』を、レコードは皇帝・替玉二役のヴィリー・フリッチが吹きこみ、『唯一度だけ』は、リリアン・ハーヴェイが映画版の短縮版を歌い、演奏時間はともに3分前後、25センチSPの限界に近かった。
訳詞を奥田良三が歌った日本版も発売された。題名はそれぞれ「歌あればこそ世は楽し」「命かけて只一度」である。
また、映画ではワルツ『天体の音楽』（ヨーゼフ・シュトラウス作曲）がテーマ音楽として使われ、主題歌『新しい酒の歌』にもワルツ『わが人生は愛と喜び』（ヨーゼフ・シュトラウス作曲）のメロディーが使われている。　映画内では他に『軍隊行進曲』（フランツ・シューベルト作曲）、『だったん人の踊り』（アレクサンドル・ボロディン作曲）、そしてロシア帝国の国歌などが演奏される。いずれもウィーン会議当時にはなかった楽曲であるが、一種のご愛嬌である。

## 世相
1929年、ドイツの映画は初めて音声を持つようになったが、この『会議は踊る』は1931年の作であるから音声入り映画（トーキー）のごく初期の作品に当たる。同時期ナチスは1930年の選挙で第二党に躍進し、ヒトラーは1933年に首相になっている。ヒトラー政権は国民の芸術文化活動にまでに干渉を行い、ナチスはこの映画も含めて多くの映画を退廃的な芸術として上映を許さなかった。また、この映画の関係者らも次々とドイツを離れた。日本では太平洋戦争の初期の1942年ごろまで何度も公開されていた。
2つの主題歌は、現在よりも長い流行の時間があったため、封切り以来、第二次世界大戦に徴兵された年代の若者らの世代にまで好まれた。とりわけ、1940年以降に米英の文化が敵性文化として排斥されるなかで、同盟国の文化作品として許可されていた外国映画の象徴的存在である。青春時代に文化的に閉塞化した学徒出陣の世代にはインテリ層に特に好まれたという。ドイツ語で歌える学生が多かったのは、第二次世界大戦以前は、旧制高校や旧制中学では英語以外もドイツ語を外国語として教え、かつ法学や哲学、医学や理化学、工業の技術分野においてドイツ語が現在以上に学術用語として、学校や社会で重んじられていたためである。
第二次世界大戦後も頻繁に再上映、テレビ放映が行われた。1980年、NHKが特番のために大規模な映画音楽人気アンケートを行ったところ、「ゴッドファーザー」「スターウォーズ」など直近の大ヒット作や「エデンの東」などのハリウッド古典名作を抑えてこの映画が1位に選出されている。上記の思い出を持つ高齢者層の投票が多かったと思われ、「亡くなった夫がいつも口ずさんでいました」などの投票コメントが番組で紹介された。

## DVD
日本においては著作権の保護期間が終了したと考えられることから現在パブリックドメインDVDが発売中。